# 306 (عدد)
306 هو عدد صحيح، يلي العدد 305 وويسبق العدد 307.

## في الرياضيات

### خصائص
- عدد طبيعي.[3]
- عدد زوجي.[4][5]
- عدد موجب،[6] السالب منه هو -306.[7]

## في التاريخ
- 306 هـ هي سنة في التقويم الهجري.
- هي سنة 306 م في التقويم الميلادي.

## وصلات خارجية
الأعداد الصاتمة، ديوان اللغة العربية.